# Crew Dragon Endeavour
Crew Dragon Endeavour (Dragon capsule C206) — космічний апарат Crew Dragon, виготовлений компанією SpaceX і побудований у відповідності з програмою НАСА Commercial Crew Program (CCP).
Він був виведений на орбіту 30 травня 2020 року ракетою-носієм «Falcon 9» (Block 5) і успішно пристикований до Міжнародної космічної станції (МКС) в рамках місії Crew Dragon Demo-2. Це був перший пілотований тестовий політ капсули Dragon, здійснений астронавтами Дугласом Герлі і Робертом Бенкеном.
Це перший запущений пілотований космічний корабель США з часів польоту STS-135 в липні 2011 року і перший орбітальний космічний польот з екіпажем приватної компанії.
2 серпня 2020 року він успішно повернувся на Землю.
Космічний корабель був названий Герлі та Бенкеном на честь Спейс Шаттл Індевор, на борту якого вони здійснили політ у космос під час місій STS-127 та STS-123 відповідно. Слово «Endeavour» також використовувалось у назві командного модуля Аполлона-15.

## Польоти
| Місія  | Нашивка | Дата запуску (UTC)       | Дата приземлення (UTC)         | Екіпаж                                                                     | Примітки | Результат          |
| ------ | ------- | ------------------------ | ------------------------------ | -------------------------------------------------------------------------- | --- | ------------------ |
| Demo 2 |         | 30 травня 2020, 19:22:45 | 2 серпня 2020, 18:48:06 UTC    | - Дуглас Герлі - Роберт Бенкен                                             | Перший випробувальний політ капсули Crew Dragon, вперше здійснений орбітальний космічний політ із США з часів польоту STS-135 в липні 2011 року (пілотом був Дуглас Герлі), і перший орбітальний космічний політ приватної компанії. Місія була подовжена на два тижні, щоб дозволити екіпажу краще підготувати МКС до прийому SpaceX Crew-1,, і закінчилась через два місяці | Успішно завершений |
| Crew-2 |         | 23 квітня 2021           | 9 листопада 2021, 03:33:16 UTC | - Роберт Шейн Кімбро - Кетрін Меган Макартур - Акіхіко Хосіде - Тома Песке | Менше ніж через тиждень після першого польоту Endeavour НАСА надало дозвіл SpaceX на повторне використання багаторазового корабля Dragons з повторним використанням ракети-носія Falcon 9 для польоту екіпажу Crew-2. | Успішно завершений |